# Ghiacciaio Fitzpatrick
Il ghiacciaio Fitzpatrick è un ghiacciaio lungo circa 4 km situato nella regione centro-occidentale della Dipendenza di Ross, in Antartide. Il ghiacciaio, il cui punto più alto si trova a circa 1900 m s.l.m., si trova in particolare sul versante nord-occidentale dei monti Quartermain, nell'entroterra della costa di Scott, dove fluisce verso nord-ovest a partire dal versante nord-occidentale del monte Tabular, fino a unire il proprio flusso a quello del ghiacciaio Cassidy.

## Storia
Il ghiacciaio Fitzpatrick è stato mappato dai membri della spedizione Terra Nova, condotta dal 1910 al 1913 e comandata dal capitano Robert Falcon Scott, ma è stato così battezzato solo nel 2011 dal Comitato consultivo dei nomi antartici in onore di Joan J. Fitzpatrick, un climatologo coinvolto in diversi studi inerenti alle carote di ghiacciaio antartiche.